# Zunyita
La zunyita és un mineral de la classe dels sorosilicats. Va ser descoberta l'any 1884 a la mina Zuñi de Silverton, a l'estat de Colorado (Estats Units), sent nomenada així per aquesta mina.

## Característiques químiques
És un silicat d'alumini amb anions addicionals d'hidroxil, fluor i clor. La seva estructura molecular és de sorosilicat amb cations en octàedres de coordinació 6 o major.

## Formació i jaciments
Apareix en esquists aluminosos altament metamorfitzats. També es pot formar en roques volcàniques amb alteració hidrotermal.
Sol trobar-se associat a altres minerals com: pirofilita, caolinita, alunita, diàspor, rútil, pirita, hematites o quars.